# Miechęcino
Miechęcino – wieś sołecka w Polsce położona w województwie zachodniopomorskim, w powiecie kołobrzeskim, w gminie Dygowo.
Według danych z 1 stycznia 2011 r. wieś miała 102 mieszkańców.
Przez miejscowość przepływa potok Olszynka, która uchodzi tutaj do rzeki Parsęty.